# 郷正文
郷 正文（ごう まさぶみ、1937年4月5日 - ）は、現代ドイツ文学研究者。立教大学名誉教授。

## 経歴
中国・瀋陽市（旧満洲国 ・奉天市）に生まれる。吉林市、大連市に移住ののち、1947年鹿児島県出水市に引き揚げる。出水高等学校に入学して、鹿児島玉龍高等学校卒業。1957年東京大学教養学部入学。1962年東京大学文学部ドイツ文学科卒業。1962年東京都職員。1965年新潟大学人文学部助手に着任し、講師を経て、立教大学講師に転任して、助教授、教授を歴任。2003年定年退職。名誉教授。

## 研究活動
ハンス・エーリヒ・ノサック、フランツ・カフカ、ペーター・ハントケに関する論文を「新潟大学人文科学研究」「立教大学ドイツ文学科論集『アスペクト』」「立教大学『研究報告〈人文科学〉』」に執筆する。

## 創作活動
柘植光彦・野口武彦・金鶴泳・元吉瑞枝・矢島輝夫等と共に「第17次新思潮」同人となり、饗庭孝男主宰「現代文学」に一時期参加し、さらに吉本隆明の個人雑誌「試行」の直接購読者・寄稿者となって、いずれの雑誌でも、数編の短編小説の習作を試みる。
文芸雑誌「海燕」に 短編小説が掲載される。『鋸坂幻想』(1988年4月)、『鋸坂淡月』(1989年9月)、『鋸坂迷路』(1990年9月)など。

## 著書
- 『蛇行』（1960年、東都書房）長編小説
- 『鋸坂迷路』（1994年、皆美社）短編集
- 『愛の家族』（1996年、審美社）短編集
- 『作家と無意識』（2000年、審美社）評論集
- 『虚空が流れる』（2006年、レーヴック文庫）長編小説
- 『鎮魂の夜光るバラ』（2007年、レーヴック文庫）長編小説

## 論文・評論
- 「Essay über Büchners ,, Dantons Tod“」『新潟大学人文科学研究』 36輯、1968年7月
- 「知識人と『存在の自立』 〈カフカ小論〉」 『新潟大学人文科学研究』 35輯、1968年7月
- 「保険不可能なものとは何か； ノサック ： 『わかってるわ』」 『新潟大学人文科学研究』 33輯、1967年8月
- 「日常生活に現われる無意識的現象と文学的表現について (前) (中) (後)」 立教大学ドイツ文学研究室 『ASPEKT』、27号・28号・29号、1993年12月、1994年12月、1995年12月
- 「小説という言語表現における現実性の実践的な探求の試み」 立教大学ドイツ文学研究室 『ASPEKT』、26号、1992年12月
- 「無意識の言語化 －カフカの審判について－」 立教大学ドイツ文学研究室 『ASPEKT』、23号、1989年12月
- 「作品のリアリティー」 『群像』、1988年6月号、講談社
- 「シュニッツラー の『ベアーテ夫人とその息子』における〈母子相姦への願望〉と〈死への衝動〉について」 立教大学ドイツ文学研究室 『ASPEKT』、19号、1986年12月
- 「Der Zusammenbruch der Formkonstruktion, die die Realität des literarischen Werks schafft. - Über Peter Handkes ,,Die Hornissen“ - 」 立教大学ドイツ文学研究室 『ASPEKT』、18号、1985年1月
- 「『長い別れの短い手紙』におけるハントケの自己解体の文体について」 立教大学ドイツ文学研究室 『ASPEKT』、13号、1979年12月
- 「ハントケの『孤独な彼女は左利き』における心の〈変容〉の問題について」 立教大学 『研究報告〈人文科学〉』、38号、1979年2月
- 「ハントケの『行商人は見た』における推理小説の創作原理について (前) (後)」 立教大学ドイツ文学研究室 『ASPEKT』、11号、12号、1978年2月、1978年12月
- 「ハントケの『何も望むことがないほど不幸』における個別性と普遍性の問題について」 立教大学ドイツ文学研究室 『ASPEKT』、9号、1976年2月
- 「カフカ論ノート (1) (2)」 立教大学ドイツ文学研究室 『ASPEKT』、4号、5号、1971年3月、1972年1月

## 翻訳
- クルト・ブラハルツ『カルトの影』水声社　2002　現代ウィーン・ミステリー・シリーズ